# Dinoshark
Dinoshark es una película estadounidense de terror de bajo presupuesto de 2010 de Syfy. Fue mostrado en Syfy el 13 de marzo de 2010.

## Argumento
La película empieza con un bebé Dinoshark nadando lejos de un pedazo roto de glaciar ártico que se desprendió debido al calentamiento global. Tres años más tarde, el Dinoshark es un feroz depredador y mata a los turistas y lugareños cerca de la costa de Puerto Vallarta, México. El protagonista, Trace, es el primero en notar la criatura y es testigo de cómo su amigo es comido por este, pero tiene problemas para convencer a la gente de que una criatura de tal antigüedad podría existir aún. Después de haber sido aparentemente asesinado por una granada, el Dinoshark aparece de nuevo, pero es asesinado con una lanza que atraviesa su ojo, su único punto débil.

## Reparto
- Eric Balfour como Trace McGraw.
- Iva Hasperger como Carol Brubaker.
- Aarón Díaz como Luis.
- Roger Corman como Dr Reeves.
- Humberto Busto
- Guillermo Iván

## Antecedentes
La película se estrenó en Syfy en la noche del 13 de marzo de 2010 [ 1 ] ante 2 millones de espectadores. before 2 million viewers. Dinoshark sigue a Dinocroc; Roger Corman propuso una secuela ( Dinocroc 2 ) pero Syfy sintió que la audiencia de televisión tienden a responder mejor a nuevas películas pero con similares ideas que a secuelas directas.